# Karl Heinz Ramers
Karl Heinz Ramers (* 20. Mai 1956 in Freilingen) ist ein deutscher Sprachwissenschaftler.

## Leben
Ramers legte sein Abitur 1975 in Schleiden ab.
Ramers studierte an der Universität zu Köln Germanistik, Geschichte und Erziehungswissenschaft und wurde dort auch 1987 promoviert und 1995 habilitiert. Zwischen 1995 und 2006 vertrat er Lehrstühle an den Universitäten Bonn, Köln, Stuttgart, Osnabrück, Wuppertal und Siegen. Von 2004 bis 2007 war er außerplanmäßiger Professor an der Universität Köln. Seit 2007 ist Ramers Professor für Germanistische Sprachwissenschaft an der Universität Rostock.
Seine Arbeitsschwerpunkte sind Phonologie und Orthographie des Deutschen, u. a. ein Forschungsprojekt zur Kommasetzung im Deutschen im europäischen Vergleich, Lexikologie und Diskurslinguistik, u. a. das Forschungsprojekt „Das Wortfeld ‚Alter(n)‘ im politischen Diskurs“, Syntax des Deutschen, u. a. ein Projekt zur Wortstellung im Deutschen und Geschichte der Sprachwissenschaft (mit den Schwerpunkten 19. Jh., Strukturalismus und Generative Grammatik).

## Privates
Karl Heinz Ramers lebt in Freilingen. Sein Vater war Sprengmeister. Ramers ist römisch-katholisch.
Sein Sohn ist Markus Ramers, der seit 2020 Landrat des Kreises Euskirchen ist.
Er leitete 19 Jahre die Theatergruppe des Dorfvereins Brauchtum in Freilingen. Ramers spielt Tischtennis beim TSV Blankenheim.
Seit Januar 2024 ist Karl Heinz Ramers Ortsvorsteher in Freilingen.